# Naning
Naning fou un estat de la península Malaia sorgit el 1641 quan el governador local que depenia de Johore es va fer independent, segurament amb suport dels holandesos que acabaven d'ocupar Malaca (o dels portuguesos que l'havien perdut). El 1832 els britànics van annexionar el país a la seva colònia de Malaca.

## Història
Els Maningkabau es van establir a la zona al segle xiv primer sota sobirania del sultà de Malaca i després, amb la caiguda d'aquest el 1511 davant els portuguesos, del sultà de Johore. La guerra civil a Johore va permetre als Maningkabau fer-se independents a Naning, elegint un sobirà. El 1641 es van posar sota protectorat d'Holanda però de manera força nominal. El 1758 un tractat amb Holanda va posar els estats de Rembau, Sungei Ujong, Johol i Naning sota el seu protectorat aprofitant el conflicte intern de Johore, conformant una confederació. El territori dels Minankabau tenia uns 620 km² a uns 15 km al nord de Malaca.
Durant el segle xviii els britànics van penetrar a la península i van adquirir l'illa de Penang el 1786 i la de Singapur el 1811; a més el 1811 van adquirir el sud-oest de Sumatra (Bengkulu, pels anglesos Bencoolen) i Java en el transcurs de les guerres napoleòniques. El 1801 el maharajà lela Daturk Anjak fou succeït per Datuk Abdul Saiyid; els britànics van signar llavors un tractat amb el senyor minangkabau de Naning en el que es considera pels anglesos que fou un implícit reconeixement de la sobirania de la Companyia Britànica de les Índies Orientals, però pels maningkabau fou un simple tractat internacional.
Finalment el 1824 els anglesos van adquirir Malaca, però de moment Naning va restar de fet independent. La Companyia considerava Naning un territori vassall i que el seu governant havia de ser nomenat pels britànics com a successors dels drets de Malaca i Johore i d'Holanda, en virtut dels tractats de 1641 i 1801, però el senyor local, Dol Said bin Omar (Abdul Said bin Omar), que portava el títol de Penghulu Raja Mera i havia signat el tractat de 1801, no ho acceptava i considerava que al tractat només s'estipulava el pagament cada any d'una dècima part de la collita d'arròs a canvi del reconeixement del seu títol, però els britànics ho consideraven un tribut, que havia evolucionat amb el temps després de 1801 i només es cobrava una mostra d'arròs i unes aus; el 1807 la companyia l'havia declarat funcionari seu, i li havia prohibit imposar la pena de mort i li va exigir que els casos que es plantegessin fossin enviats a la capital Malaca per ser decidits per jutges europeus. El març de 1807 la Companyia va enviar al viceresident conseller de Malaca, William Lewis, a Naning, per avaluar la situació i aquest va informar que era un territori ric i amb perspectives econòmiques molt bones; Lewis va quedar impressionat de les exaccions del Penghulu Raja i va instar a la Companyia a reforçar el seu control.
L'esclat d'una guerra civil a Naning va afavorir el projecte britànic: el 1828 el càrrec de Yang do Pertuan Besar (cap de tots els Maningkabau) va ser reclamat per un candidat de Sumatra, Raja Labu al que va donar suport Dato Klana, el senyor de Sungei Ujong i degà dels undang-undang (legisladors) però se li va oposar Raja Ali de Rembau, nebot del sultà Ibrahim de Selangor, de majoria bugi, que havia assolit el poder a l'estat aprofitant un conflicte familiar intern; Raja Ali se sentia amenaçat, ja que l'esposa de Raja Labu era una tia d'Ali de la facció familiar oposada, i la seva ferotge enemiga. Raja Ali fou derrotat i va fugir a Malaca on era el 1831 amb el títol de Yang di Pertuan Besar de Sri Menanti. La guerra de Naning es va produir el 1831-1832. l'agost de 1831 la Companyia Britànica de les Índies Orientals, va decidir finalment imposar el seu control efectiu a Naning. El Taboh és un instrument eventualment musical (també conegut com a "gendang", utilitzat en moltes mesquites a Melaka/Malaca) per informar al poble de l'hora de la pregària; el taboh naning és un tipus d'element espiritual (penyengat) i fou utilitzat per Dol Said (sobirà 1799-1849) en l'atac als britànics a la guerra de Naning, però que fou inutilitzat quan els britànics hi van abocar sang de porc amb l'ajut d'elements de Rembau enemics de Naning; Rembau era aliat de Naning, però amb converses secretes, el sobirà de Rembau el va abandonar i el senyor de Naning Dol Said (Do Syed o Abdul Said) fou derrotat a meitat del 1832, sent l'estat annexionat al territorio de Malaca (27 d'octubre de 1832) i redefinit administrativament. Dol Said va morir el 1849. El 1832 el cap local de Tampin o Tamping, al nord, abans tributari de Naning, es va fer independent.
La dinastia de Naning fou restaurada formalment el 3 de setembre de 1921.

## Tribus
Naning compte amb quatre tribus principals: Suku Anak Melaka (Meruar), Suku Mungkar (Utar-Utar), Suku Semelenggang (Ular Ular) i Suku Tiga Batu (Tonggo), cadascuna de les quals disposa de bandera pròpia.

## Elecció
Naning és l'única regió fora del Negeri Sembilan on es mantenia el "Adat Perpatih" (lleis consuetudinàries) que establien l'elecció del cap democràticament, i encara segueixen la cultura i costum en la Traditional Authority of Naning formada pel Tiang Balai, Isi Balai i Pembesar Waris, que el 2014 van elegir per unanimitat al 20è Undang of Naning, Abdul Azis Mulud, igual com en el seu dia es va fer amb el datu Naning Dol Said bin Omar (1801) 

## Bandera i escut de Naning
La bandera de Naning era totalment groga, el color de la reialesa. Al mig portava un representació similar a l'escut; aquest estava format per dos banderes (a l'esquerra) i dos banderins (a la dreta) en el seu pal, sortint d'una cinta situada sota ells; els quatre banderins corresponen a les quatre tribus del país i tenen els colors: 1) blanc sobre vermell (esquerra superior); 2) blanc, vermell, negre vertical (dreta superior); 3) negre (inferior esquerra; i 4) vermell sobre blanc; sobre les banderes i banderins la mitja lluna amb les puntes cap amunt i estrella negra (a l'escut propi la mitja lluna i l'estel són substituïts per la corona reial); tot rodejat per uns amples rams de llorer (molt més estrets i un poc més alts a l'escut propi).

## Sobirans (Orang Kaya Seri Raja Merah)
- 1641 - 16.. Dato Megat Alam Melintang
- 16.. - 170. Dato Megat Junjungan Limau
- 1703 - 17.. Dato Juara Megat
- 1724 - 17.. Dato Kokah (Zohri)
- 17.. - 17.. Dato Gahang Berbulu
- 17.. - 17.. Dato Janggut (Selamat Idris)
- 17.. - 1786 Dato Timbo
- 1786 - 1801 Dato Anjak
- 1801 - 1849 Datuk Abdul Said bin Omar (Dol Said)
- 1849 - 1870 Dato Idas bin Kasim
- 1870 - 1900 Dato Mohd Salleh bin Rahim (Aghap)
- 1900 Dato Ranting bin Hajji Tahir
- 1900 - 1918 Dato Hassan bin Sulong
- 1918 - 1923 Dato Omar bin Abu Hassan
- 1923 - 1932 Dato Arshad -Regent
- 1932 - 1942 Dato Othman bin Kering
- 1946 - 1949 Dato Che Lah bin Mat Sah
- 1950 - 2004 Dato Mohd Shah bin Mohd Said
- 2004 - 2014 Dato Abdul Latif bin Hajji Hashim
- 2014 - Dato Abdul Aziz Mulud